# 2-pironă
2-pirona (α-pironă sau piran-2-onă) este un compus organic heterociclic nesaturat cu formula chimică C5H4O2. Este izomer cu 4-pirona. Există derivați naturali ai acestui compus, precum sunt bufanolidele și kavalactonele.